# سراواله لانگه
سراواله لانگه (به ایتالیایی: Serravalle Langhe) یک کومونه در ایتالیا است که در استان کونیو واقع شده‌است. سراواله لانگه ۹٫۱ کیلومتر مربع مساحت و ۳۴۰ نفر جمعیت دارد.